# Peter Grubb (Zoologe)
Peter Grubb (* 1942 in Ealing, London Borough of Ealing; † 23. Dezember 2006 in London) war ein englischer Zoologe. Sein Forschungsschwerpunkt war die Systematik und Verbreitung afrikanischer Säugetiere. 

## Leben und Wirken
Grubbs Vater William Grubb arbeitete zunächst als Forschungschemiker im Unternehmen Imperial Chemical Industries und später als wissenschaftlicher Lehrer in Schottland. Seine Mutter Anne Sirutis war eine Schullehrerin aus Litauen. Seine jüngere Schwester Katrina ist Künstlerin. Nach seiner Graduierung zum Bachelor of Science in Zoologie am University College London wurde er Forschungsassistent am Wellcome Institute of Comparative Physiology der Zoological Society of London. In den frühen 1960er-Jahren ging er für drei Jahre auf die schottischen St.-Kilda-Inseln und studierte die Soayschafe für seine Dissertation. Für diese Arbeit wurde er 1968 mit dem Thomas Henry Huxley Award der Zoological Society of London ausgezeichnet. Im selben Jahr nahm er an einer Expedition der Royal Society aufs Aldabra-Atoll teil, wo er insbesondere die Riesenschildkröten erforschte. In der Folgezeit arbeitete er für zwölf Jahre als Dozent an der University of Ghana. 
1993 und 2005 war er am Nachschlagewerk Mammal Species of the World beteiligt, wo er die Kapitel über die Paarhufer und Unpaarhufer verfasste. Weiter schrieb er Artikel für Mammalian Species, das Journal der American Society of Mammalogists. Er veröffentlichte Checklisten über westafrikanische Säugetiere, darunter von Sierra Leone, Gambia und Ghana und schrieb mehrere Revisionen, darunter über Warzenschweine, Giraffengazellen und Büffel. 1993 war er Co-Autor der IUCN-Publikation Pigs, Peccaries, and Hippos: Status Survey and Conservation Action Plan. Zu seinen wissenschaftlichen Erstbeschreibungen zählen Cephalophus crusalbum, Felis margarita harrisoni, Muntiacus atherodes, Cephalophus hypoxanthus,  Cephalophus curticeps, Cephalophus lestradei, Moschus cupreus, Cercopithecus erythrogaster pococki und Piliocolobus epieni.
Im Juni 2006 wurde Grubb mit dem Stamford Raffles Award der Zoological Society of London geehrt. Nach zwei Operationen im Januar und Oktober 2005 zur Entfernung eines Tumors starb er im Dezember 2006 an Krebs. Er war verheiratet und hatte einen Sohn und eine Tochter.